# Royal Matchmaker – Die königliche Heiratsvermittlerin
Royal Matchmaker – Die königliche Heiratsvermittlerin (Originaltitel: Royal Matchmaker) ist eine US-amerikanische romantische Filmkomödie. Der Fernsehfilm wurde erstmals am 24. März 2018 auf dem Hallmark Channel ausgestrahlt.

## Handlung
Royal Matchmaker – Die königliche Heiratsvermittlerin ist eine romantische Komödie, die von der New Yorker Heiratsvermittlerin Kate Gleason handelt. Sie wird vom König Edward des fiktiven Landes Voldavia beauftragt, für seinen Sohn, Prinz Sebastian, eine passende Ehefrau zu finden. Anlass ist das 30-jährige Thronjubiläum des Königs, zu dem der Prinz standesgemäß verheiratet sein soll.
Kate nimmt die Herausforderung an und reist nach Voldavia, um geeignete Kandidatinnen ausfindig zu machen. Während sie verschiedene potenzielle Bräute präsentiert, entwickelt sie selbst eine enge Beziehung zu Prinz Sebastian. Im Verlauf der Geschichte werden die Gefühle zwischen Kate und Sebastian immer stärker, was zu inneren Konflikten führt, da Kate eigentlich beruflich engagiert ist.
Am Ende erkennt Prinz Sebastian, dass er Kate liebt, und macht ihr während der großen Jubiläumsfeier einen Heiratsantrag. Die Handlung ist geprägt von romantischen Verwicklungen, humorvollen Momenten und dem klassischen Motiv der unerwarteten Liebe.

## Produktion
Der Film wurde Ende 2017 in Bukarest, Rumänien gedreht.

## Rezeption
Der Filmdienst beschreibt den Film als eine „mit Gefühlen gesättigte (Fernseh-)Romanze, die wirklichkeitsfern vor sich hintrudelt“. Die „viele[n] Augenreize machen die harmlose Liebeskomödie [allerdings] halbwegs erträglich“.